# جوانرود
جَوانرود، (به کُردی: جوانرو) نام شهری در استان کرمانشاه و مرکز شهرستان جوانرود است.
از شمال به شهرستان پاوه، از جنوب به شهرستان سرپل ذهاب و از غرب به خاک عراق متصل است. 
مردم جوانرود کُرد هستند به زبان کُردی سورانی و لهجه جافی تکلم می‌کنند.

## نام
نام این شهر از دو کلمه کُردی «جوان» به معنای زیبا و «رو» به الفبای کوردی .«ڕۆ» تشکیل شده است که معنای رودخانه  زیبا  یا    زیبا چهره است، هر دو مورد محتمل است و کلمه قلعه به قلعه های متعدد ان در گذشته های دور تا چند دهه پیش را دارد.

## بازارچه مرزی جوانرود
بازارچه مرزی جوانرود که در مرکز شهر جوانرود قرار دارد. متشکل از بیش از ۳۵۰ غرفه و تعداد زیادی پاساژ و مغازه است که انواع محصولات و لوازم الکتریکی، لوازم خانگی، آرایش بهداشتی، پوشاک، صنایع دستی و مواد خوراکی را عرضه می‌کند به‌طوری که تمام محصولات با قیمتی پایین‌تر و به صرفه تر از بازار داخل کشور به مشتریان عرضه می‌شود به‌طوری که جوانرود توانسته در سال‌های اخیر به قطب گردشگری و عرضه محصول در غرب کشور تبدیل شود و سالانه ۱ میلیون و ۳۰۰ هزار گردشگر را از سر تا سر کشور برای خرید محصولات الکتریکی و… جذب کند. امنیت کامل شهر و شهرستان، قیمت پایین محصولات، تنوع گسترده محصولات، محورها مواصلاتی مناسب و نزدیکی به شهرها گردشگر پذیر کرمانشاه، پاوه و روانسر از دلایل موفقیت بازارچه مرزی جوانرود است.
بیشتر مردم جوانرود سرمایشان در بازارچه است.

### روستای سفید برگ
این روستا در کیلومتر ۱۷ جاده جوانرود ـ بانی لوان  قرار دارد که مرکز پرورش ماهی قزل آلا در استان کرمانشاه است و در شهرستان جوانرود واقع شده‌است که همیشه پذیرای مهمان‌های زیادی از سراسر استان و ایران است

### آبشار روستای سیاران نهرآب
آبشار سیاران نهرآب در روستای به همین نام در کیلومتر ۳۲ جاده جوانرود ـ ثلاث باباجانی ( سه راهی نهراب ) واقع شده‌است. آبشار در سه طبقه مجزا به ارتفاع تقریبی ۹۰ متر دارای رود دائمی می‌باشد که متأسفانه با بی مهری مسئولین مواجه شده‌است که می‌تواند مکانی مناسب برای جذب توریسم و ایجاد اشتغال برای مردم شهرستان بخصوص روستای نهرآب سیاران و روستاهای اطراف آن شود.

### قلعه بردزنجیر
در کیلومتر ۲۸ جاده جوانرود ـ ثلاث باباجانی و جنوب شرقی روستای هوان دران در بخش مرکزیِ دهستان بازان قرار دارد. بقایای معماری این قلعه بطول ۱۳۰ متر و عرض ۴۰ متر بر فراز کوهی مشرف به روستا واقع شده‌است. سازه اصلی پلانی تقریباً بیضی شکل دارد که بطول ۳۰ متر و عرض ۲۰ متر است. با توجه به قطعات سفال دوره‌های تاریخی (اشکانی- ساسانی) در این قلعه و وجود پراکنش سطحی سفال‌های این دو دوره در دهانه دره و اطراف روستا خصوصاً گورستان آن احتمالاً این دره در دوره دوره مذکور از اهمیت استراتژیکی برخوردار بوده‌است.
بنظر در دوره صفوی محل حکمرانی سومین وکیل قبادخان، یعنی نوشیروان بوده‌است.این احتمال مطرح شده که این قلعه همان قلعه زنجیر است که در تاریخ عالم آرای عباسی به آن اشاره شده و جزو درتنگ ذکر شده‌است.

### مقاصد گردشگری نزدیک در سایر شهرستان‌ها
چشمه شفابخش ریزه که از اب ان برای درمان مشکلات کلیوی استفاده می‌شود و در شهرستان ثلاث باباجانی قرار دارد.

## اقتصاد جوانرود
اقتصاد جوانرود یک اقتصاد در حال توسعه در کشور است؛ از هدف‌های مهم پیش روی آن می‌توان توسعهٔ گردشگری، تجارت و اقتصاد را نام برد. طبق آماری، سالانه به‌طور متوسط بیش از یک میلیون و ۳۰۰ هزار نفر گردشگر از شهر گردشگر پذیر جوانرود بازدید می‌کنند که این شهر را گردشگرپذیرترین شهر غرب کشور کرده‌است. جوانرود همچنین مراکز خرید و فروشگاه‌های زیادی دارد که بخشی از اقتصاد آن را تشکیل می‌دهند.

## ساختار شهری
در جلسۀ مؤرخۀ ۱۸ تیر ۱۴۰۳ شورای عالی شهرسازی و معماری ایران با الحاق ۲۱ هکتار به محدودۀ شهر جوانرود برای ساخت مسکن ملی موافقت کرد.